# Lista de programas do Nat Geo Kids
Esta é uma lista de programas exibidos pelo canal de televisão Nat Geo Kids.

### Animação
| Título                                     | Data de Estreia                                         |
| ------------------------------------------ | ------------------------------------------------------- |
| As Aventuras de Blinky Bill                | 03 de Outubro de 2017                                   |
| Ready Jet Go!                              | 03 de Outubro de 2017                                   |
| As Escolhas de Chuck                       | 03 de Outubro de 2017                                   |
| Splash e Bubbles                           | 03 de Outubro de 2017                                   |
| O Laboratório Secreto de Thomas Edison     | 03 de Outubro de 2017                                   |
| Jaime e seus Tentáculos                    | 03 de Outubro de 2017                                   |
| Javi e o Clube da Árvore                   | 03 de Outubro de 2017                                   |
| The Jungle Bunch                           | 01 de Novembro de 2017                                  |
| Escola pra Cachorro                        | 05 de Dezembro de 2017 09 de Junho de 2018 (reexibição) |
| Buzzu na Escola Intergaláctica             | 01 de Janeiro de 2018                                   |
| Atchim!                                    | 08 de Janeiro de 2018                                   |
| Yoko                                       | 19 de Fevereiro de 2018                                 |
| Zafari                                     | 12 de Março de 2018                                     |
| Dot.                                       | 19 de Março de 2018                                     |
| Júlio e Verne - Os Irmãos Gemiais          | 02 de Abril de 2018                                     |
| Pablo                                      | 23 de Abril de 2018                                     |
| Space Dogs: Família de Cachorros Espaciais | 04 de Junho de 2018                                     |
| Exploradores Espaciais                     | 18 de Junho de 2018                                     |
| Ranger Rob                                 | 09 de Julho de 2018                                     |
| Kody Kapow                                 | 06 de Agosto de 2018                                    |
| Os Fixies                                  | 06 de Agosto de 2018                                    |
| Beat Bugs                                  | 13 de Agosto de 2018                                    |
| Galinha Pintadinha Mini                    | 05 de Novembro de 2018                                  |
| Furiki Wheels                              | 26 de Novembro de 2018                                  |
| Gemini 8                                   | 03 de dezembro de 2018                                  |
| Nina e os Guardiões                        | 11 de Março de 2019                                     |
| Bitz e Bob                                 | 11 de Março de 2019                                     |
| JingleKids                                 | 18 de Maio de 2019                                      |
| O Diario de Bita & Cora                    | 20 de Maio de 2019                                      |
| Vamos, Luna!                               | 25 de Maio de 2019 (pré-estréia) 4 de Agosto de 2019    |
| Kingdom Force                              | 19 de Outubro de 2020                                   |
| Cãoventuras                                | 17 de Maio de 2021                                      |

### Live-Action
| Título               | Data de Estreia                                              |
| -------------------- | ------------------------------------------------------------ |
| Patrulha Salvadora   | 03 de Outubro de 2017                                        |
| Acredite, é Verdade! | 10 de Novembro de 2017                                       |
| Reino Animal         | 07 de Maio de 2018                                           |
| Animal Mania         | 08 de Junho de 2018                                          |
| Nat Geo Lab          | 23 de Julho de 2018                                          |
| Dino Dana            | 17 de Setembro de 2018                                       |
| Opa Popa Dupa        | 14 de Janeiro de 2019 (YouTube) 04 de Fevereiro de 2019 (TV) |
| Buscando Respostas   | 25 de Março de 2019                                          |